# IC 2416
IC 2416 је појединачна звијезда у сазвјежђу Рак која се налази на листи објеката дубоког неба у Индекс каталогу.
Деклинација објекта је + 18° 33' 36" а ректасцензија 8h 50m 32,1s.